# اچ‌ام‌اس اسکپتر (اس۱۰۴)
اچ‌ام‌اس اسکپتر (اس۱۰۴) (به انگلیسی: HMS Sceptre (S104)) یک زیردریایی است که طول آن 82.9 metres می‌باشد. این زیردریایی در سال ۱۹۷۶ ساخته شد.